# Ірина Василенко
Ірина Василенко — українська співачка, фіналістка телевізійних проектів «Х-Фактор», національний відбір на Євробачення-2018 (у складі проекту VILNA), «Голос країни» 2021 (у команді MONATIK). Солістка шоу «Rock Opera Mozart», фронтвумен гурту Mysterya. Також відома за сценічним псевдонімом Eria.

## Життя і творчість
Народилась у містечку Погребище. Навчалась у Київському національному університеті культури і мистецтв та працювала майстром комп’ютерної графіки, створювала її для фільмів.
Музичну кар'єру розпочала 2007 року, коли була вокалісткою гурту Mysterya. Колектив виконував пісні у стилі симфонічного року.
У 2013 долучилася до гурту Semargl у якості вокалістки, виконала декілька синглів. 
2014 року взяла участь у п'ятому сезоні шоу «X-Фактор», де у команді Ігоря Кондратюка виборола шосте місце.
У 2017 році відбувся Всеукраїнський тур української адаптації французького мюзиклу «Моцарт, рок-опера» (фр. Mozart, l'opéra rock), у якому Ірина зіграла дружину Моцарта — Констанца Вебер.
У складі проекту VILNA з піснею "Forest Song" взяла участь у національному відборі на Євробачення-2018. У півфіналі нацвідбору посіла перше місце за глядацьким голосуванням, обійшовши таких популярних виконавців, як KAZKA, Сергій Бабкін та інших. У фіналі відбору зайняла підсумкове п'яте місце.
4 квітня 2018 року вийшов другий сингл співачки під назвою «BEREZA», який був записаний у суміші стилів драм-енд-бейс та дабстеп.
2 грудня у програмі «Караоке на майдані» на телеканалі СТБ Ірина під псевдонімом ERIA презентувала сингл «SVITLO».
18 червня 2019 року ERIA представила пісню «Тіки Ти», записану спільно з EDM проектом «Makitra», а у жовтні відбулася прем'єра акустичної версії.
2021 року взяла участь в одинадцятому сезоні шоу «Голос країни». Спочатку вона пішла до Монатіка, а потім її "вкрала" Надя Дорофєєва до своєї команди. На "боях" виконувала пісню гурту Антитіла TDME. А виступ Ірини на етапі сліпих прослуховувань з піснею Chris Isaac - "Wicked Game" був включений до підбірки найкращих виступів на проекті "Голос" з-поміж усіх країн світу, за версією YouTube-каналу "Best of The Voice" (майже 3 млн підписників).
У 2021 році ERIA презентувала декілька україномовних кавер-версій світових хітів. Зокрема, її українська версія пісні Avril Lavigne - "When You're Gone" набрала понад 200 тисяч переглядів на YouTube, а україномовна версія пісні Celine Dion - "My Heart Will Go On" (саундтрек з кінофільму "Титанік") набрала понад 1 мільйон переглядів на YouTube. 
Цього ж року Ірина презентує пісню та кліп "Lilith", а також авторські композиції "Вогонь" (наживо виконала в ефірі програми "Сніданок з 1+1") та "Дихай" (наживо виконала в ефірі програми "Місто прокидається" на телеканалі LIVE).
Прем'єра авторської пісні співачки для Євробачення-2022 запланована на січень 2022 року. ERIA публічно оголосила про своє бажання представити Україну на цьому конкурсі в травні 2022 року в італійському місті Турин.

## Дискографія

### Сингли

#### Як ERIA
| Рік  | Назва                       |
| ---- | --------------------------- |
| 2016 | «Unbroken»                  |
| 2016 | «Oh my God»                 |
| 2017 | «Очі»                       |
| 2017 | «Height»                    |
| 2018 | «SVITLO»                    |
| 2019 | «Тіки Ти» (feat. «Makitra») |
| 2021 | Lilith                      |
| 2021 | Вогонь                      |
| 2021 | Дихай                       |

#### Як VILNA
| Рік  | Назва          |
| ---- | -------------- |
| 2018 | «Forest Song»  |
| 2018 | «BEREZA»       |
| 2018 | «Лісова пісня» |

## Фільмографія

### Дубляж
| Рік  | Назва                         | Роль       | Дж. |
| ---- | ----------------------------- | ---------- | --- |
| 2017 | Вартові галактики 2           | Богомолиця |     |
| 2018 | Месники: Війна нескінченності | Богомолиця |     |
| 2021 | Енканто: Світ магії           | Ісабела    |     |
| 2023 | Вартові галактики 3           | Богомолиця |     |

## Сім'я
У 2014 році вийшла заміж за Івана Бояркіна, гітаріста гурту Mysterya, в якому вони спільно працюють кілька років.

### Вегетаріанство
Ірина харчується вегетаріанською їжею, переважно свіжими фруктами і овочами.